# Цілеспрямована бібліотека
Цілеспрямована бібліотека (англ. directed library, рос. направленная библиотека) — у комбінаторній хімії — бібліотека з обмеженою кількістю будівельних блоків, вибраних на основі попередньої інформації чи гіпотези, яка дозволяє визначити тип функційних груп необхідних для отримання потрібних властивостей. Наприклад, кожен член дикетопіперазинової бібліотеки містить тіольний фармакофор, який, як відомо, взаємодіє з металопротеїназними ензимами.